# Eldridge (Alabama)
Pour les articles homonymes, voir Eldridge.
Eldridge est une municipalité américaine située dans le comté de Walker en Alabama.
Selon le recensement de 2010, sa population est de 130 habitants. La municipalité s'étend sur 0,70 milles carrés (1,81 km2).
La localité est nommée en l'honneur d'Eldridge Mallard, qui y ouvrit une auberge puis un bureau de poste en 1836. Elle devient une municipalité dans les années 1970.

## Démographie
| 1970 | 1980 | 1990 | 2000 | 2010 |
| ---- | ---- | ---- | ---- | ---- |
| 249  | 230  | 225  | 184  | 130  |